# Gudgeon
Die Gudgeon, auch USS Gudgeon (Kennung: SS-211), war ein U-Boot der Tambor-Klasse der United States Navy, das zwischen 1941 und 1944 in Dienst stand.

## Geschichte
Die Gudgeon war das erste amerikanische U-Boot, das entlang der japanischen Küste patrouillierte, denn sein Einsatzgebiet lag vor Kyūshū. Am 27. Januar 1942 versenkte die Gudgeon auf dem Heimweg nach Pearl Harbor als erstes U-Boot der US-Marine ein feindliches Kriegsschiff im Zweiten Weltkrieg. Das U-Boot feuerte drei Torpedos ab und das japanische U-Boot I-73 wurde zerstört.

## Das Boot
Die Kiellegung erfolgte in der Mare Island Navy Yard 22. November 1939. Der Stapellauf erfolgte am 25. Januar 1941 unter der Schirmherrschaft von Annie B. Pye, der Ehefrau von Vizeadmiral William S. Pye. Das Schiff wurde am 21. April 1941 als United States Ship in Dienst gestellt. Ihr Bau kostete sechs Millionen Dollar.
Die Besatzung bestand aus sechs Offizieren und 54 Mannschaftssoldaten. Die Bewaffnung bestand 10 × 21-Zoll-Torpedorohre, davon sechs vorne und vier achtern. Das U-Boot führte 24 Torpedos mit. Die Geschützausstattung bestand aus je einem 3-Zoll (76 mm) / Kaliber 50 Deckgeschütz, einem Bofors 40 mm Geschütz und einem  Oerlikon 20 mm Geschütz.

## Einsatz und Verlust

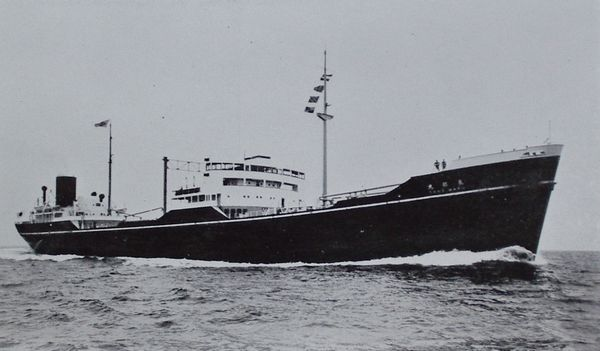
Der im März 1942 versenkte Tanker Toho Maru

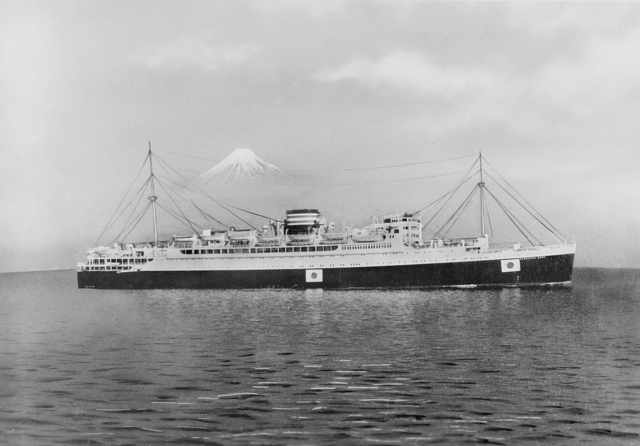
Der im April 1943 versenkte Truppentransporter Kamakura Maru

Die Gudgeon lief am 4. April 1944 zu ihrer zwölften Kriegspatrouille aus. Das U-Boot legte am 7. April einen Tankstopp auf Johnston Island ein und nach dem Auslaufen brach jeder Kontakt ab. Am 7. Juni 1944 wurde die Gudgeon offiziell für überfällig und vermutlich verschollen erklärt.
Die Gudgeon wurde am 18. April 1944 von einem Mitsubishi G3M Bomber 166 Seemeilen südöstlich von Iwo Jima, Position 22º52'5 "N, 143º32E, angegriffen. Der Pilot behauptete, ein auftauchendes U-Boot gesichtet zu haben. Er erzielte beim Angriff mit zwei 250-kg-Bomben Volltreffer auf den Bug und den Kommandoturm. Die Bombentreffer hinterließen ein klaffendes Loch im Mittelteil des U-Bootes. Eine Rauchsäule stieg auf und das U-Boot sank schnell, gefolgt von einer schweren Unterwasserdetonation.
Von den zwölf U-Booten der Tambor-Klasse überlebten nur fünf den Krieg. Die Gudgeon versenkte 14 Schiffe mit über 71.372 Tonnen und belegte damit Platz 15 von den amerikanischen U-Booten im Zweiten Weltkrieg.

## Nachfolger
Am 21. November 1952 wurde das U-Boot der Tang-Klasse Gudgeon (SS-567) in Dienst gestellt.  Die zweite Gudgeon diente in der Pazifikflotte der Vereinigten Staaten bis zum 30. September 1983, als sie an die Türkische Marine übergeben und in Hızırreis (S 342) umbenannt wurde.  Die Hızırreis diente bis 2004, als sie außer Dienst gestellt und in ein Museumsschiff umgewandelt wurde.